# Kendra (Vorname)
Kendra ist ein weiblicher Vorname.

## Herkunft
Kendra ist die weibliche Form von Kenneth; zur Etymologie siehe dort.

## Namensträger
- Kendra Flock (* 1985), kanadische Fußballspielerin
- Kendra Harrison (* 1992), US-amerikanische Hürdenläuferin
- Kendra Horn (* 1976), US-amerikanische Politikerin
- Kendra Hubbard (* 1989), australische Sprinterin
- Kendra Kassebaum (* 1973), US-amerikanische Musicaldarstellerin und Schauspielerin
- Kendra Kobelka  (* 1967), verheiratete Kendra Wilson, ehemalige kanadische Skirennläuferin
- Kendra Lust (* 1978), bürgerlich Michele Anne Mason, US-amerikanische Pornodarstellerin
- Kendra Shank  (* 1958), US-amerikanische Jazzsängerin und Musikerin
- Kendra Sunderland (* 1995), US-amerikanische Pornodarstellerin
- Kendra Todd (* 1978), 2004 erste weibliche Gewinnerin der Reality-Show The Apprentice
- Kendra Wecker (* 1982), vollständig Kendra Renee Wecker, ehemalige US-amerikanische Basketballerin
- Kendra Wilkinson (* 1985), vollständig Kendra Leigh Wilkinson, US-amerikanisches Model